# Rupert Kratzer
Rupert Kratzer (* 16. Februar 1945 in München; † 23. September 2013 in Garching bei München) war ein deutscher Bahnradsportler und nationaler Meister im Radsport.
Fünfmal – zwischen 1967 und 1973 – wurde Rupert Kratzer deutscher Meister in der Einerverfolgung  der Amateure; zweimal wurde er zudem Vizemeister. 1968 startete er bei den Olympischen Spielen in Mexiko-Stadt, schied aber schon im Viertelfinale in der Einerverfolgung gegen den späteren Olympiasieger Daniel Rebillard aus. 1973 errang er bei den UCI-Bahn-Weltmeisterschaften 1973 in San Sebastián die Bronzemedaille in dieser Disziplin.
Von 1967 bis 1973 war Kratzer Mitglied der deutschen Bahn-Nationalmannschaft und startete bei mehreren  UCI-Bahn-Weltmeisterschaften. 1975 beendete er seine Laufbahn, nachdem er in jenem Jahr mit der RG München/Augsburg Dritter bei der deutschen Meisterschaft in der Mannschaftsverfolgung  geworden war.
Am 23. September 2013 starb Kratzer durch einen Herzinfarkt beim Kart-Training auf einer Kartbahn in Garching.